# Будапештська операція
Будапе́штська опера́ція (29 жовтня 1944 — 13 лютого 1945) — стратегічна наступальна операція південного крила радянських військ на Східному фронті Другої світової війни. Головною метою операції було здобуття Будапешта й прилеглих районів. Операцію було проведено силами 2-го та 3-го Українського фронтів та Дунайської військової флотилії.
Операція тривала 108 днів. Військам Червоної армії вдалось просунутись вглиб території на 250—400 км, захопити центральні райони Угорщини та столицю Будапешт. Однак штурм добре укріпленого міста без оперативної паузи, одразу після Дебреценської операції перетворив Будапештську операцію на одну з найбільших та найкровопролитних битв в історії Другої світової війни.

## Напередодні битви
Восени 1944 року Червона Армія успішно виконала завдання з розгрому німецьких військ на території Румунії і Болгарії. Крім суто військових, було досягнуто і значних політичних успіхів: радянські війська не тільки вивели ці країни з війни на боці Німеччини, а й змусили їх приєднатись до антигітлерівської коаліції. Таким чином, єдиним союзником Німеччини на європейському континенті залишалась лише Угорщина.
Радянськими військами було створено сприятливі умови для охоплення німецьких військ в Угорщини і Північній Трансильванії. 2-й Український фронт маршала Р. Я. Малиновського просувався до кордонів Угорщини з південного сходу. В районі «карпатського виступу» діяв 4-й Український фронт генерала армії І. Ю. Петрова. З півдня, на території Югославії, діяв 3-й Український фронт маршала Ф. І. Толбухіна.
Ще в серпні 1944 року при наближенні Червоної Армії до кордонів країни регент Угорщини Міклош Горті змістив пронімецький уряд Стояї, а 15 жовтня оголосив про перемир'я з СРСР. З огляду на стратегічну важливість для німецької військової промисловості угорських нафтових родовищ та покладів марганцю і бокситів вже 16 жовтня німецьке командування ініціювало в Будапешті державний переворот. Силами загону СС сина адмірала Горті було взято в заручники, а самого регента змусили передати владу лідеру партії схрещених стріл Ференцу Салаши.
Тим часом радянські війська внаслідок Дебреценської операції взяли під контроль лівобережжя Тиси та Північну Трансильванію. Політична нестабільність в країні надавала шанс на швидке виведення Угорщини з війни. З цієї причини Йосип Сталін вимагав негайного проведення наступальної операції на Будапешт. Великою мірою такий поспіх був зумовлений надто оптимістичними доповідями комісара 4-го Українського фронту Льва Мехліса про деморалізованість угорських військ. Так в особистій телеграмі Сталіну від 28 жовтня 1944 року він писав:
«…частини 1-ї угорської армії знаходяться в процесі розкладу і деморалізації. Щодня війська беруть по 1000—1500-2000 і більше полонених. 25 жовтня 1944 18-та армія взяла 2500 полонених, причому здавалися в полон цілими підрозділами …»
Після цієї доповіді Сталін поцікавився у Генерального штабу, які є можливості для штурму Будапешта. Там відповіли, що найкраща позиція для удару — лівий фланг 2-го Українського фронту, оскільки військам не доведеться форсувати річки і на цій ділянці ворог мав найменшу кількість сил. О 10-й годині вечора 28 жовтня Сталін зателефонував Малиновському і, незважаючи на прохання командувача фронту надати 5 діб на підготовку, в категоричній формі наказав негайно розпочати наступальну операцію.

## Сили сторін

### СРСР та Румунія
До складу 2-го Українського фронту входили такі з'єднання:
- 7-ма гвардійська армія
- 27-ма армія
- 40-ва армія
- 46-та армія
- 53-тя армія
- 6-та гвардійська танкова армія
- 5-та повітряна армія

Крім цього 2-му Українському фронту підпорядковувались 2 румунські піхотні армії:
- 1-ша румунська армія
- 4-та румунська армія

### Німеччина та Угорщина

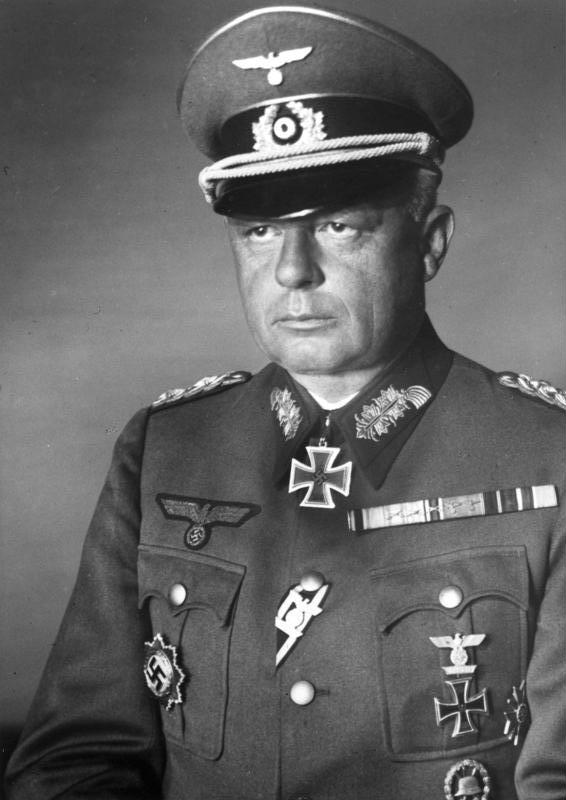
Йоханес Фріснер

Бойові дії на території Угорщини зі сторони Вермахту здійснювала група армій «Південь» під командуванням Ганса Фріснера. До складу групи армій входили:
- 6-та армія
- 8-ма армія
- 2-га угорська армія
- 3-тя угорська армія

Найбільші сили Вермахту, переважно німецькі, діяли на ньїредьхазько-мишкольцькому напрямку, проти військ правого крила і центру 2-го Українського фронту. Тут було зосереджено 21 дивізію і 3 бригади, з них 11 з'єднань у першому ешелоні. Інші війська, головним чином угорські, тримали оборону перед лівим крилом радянського фронту.
З метою підготовки Будапешта до штурму німцями була побудована система фортифікаційних споруд, яка складалась з трьох підковоподібних оборонних рубежів: між озером Балатон і Будапештом — «Лінія Маргарити», на схід від столиці — «Лінія Аттіли», яка переходила в «Лінію Кароля», що пролягала між горами Черхат, Матра та Земплен. Перша смуга оборони розташовувалась на відстані 25 — 30 км на схід від Дунаю.
Згідно із записом у щоденнику бойових дій 10-ї угорської дивізії від 25 жовтня, оборону угорської столиці тримали:
- 22-га кавалерійська дивізія СС «Марія Терезія» (13 тис. особового складу та 2 тис. допоміжного персоналу, 24 важкі протитанкові гармати, 54 польові гармати, 486 кулеметів, 11386 одиниць стрілецької зброї);
- 6-й угорський армійський корпус з однією дивізією та шістьма батальйонами (найімовірніше зі складу 10-ї дивізії);
- а також 2 тис. чоловік інших підрозділів, що мали на озброєнні 1500 гвинтівок, 150 пістолетів-кулеметів, 55 пістолетів та 146 зенітних гармат.[6]

26 жовтня 1944 року до Будапешта додатково прибув угорський парашутно-десантний батальйон.
Слід зазначити, що Фріснера непокоїла низька боєздатність та моральний дух угорських військ. 27 жовтня в листі начальнику генштабу Гейнцу Гудеріану командувач групи армій «Південь» навіть зазначав, що без посилення 3-ї угорської армії щонайменше однією німецькою піхотною дивізією йому не вдасться втримати підступи до Будапешта.

### Співвідношення сторін
Співвідношення сил в Будапештській операції
(станом на 29 жовтня 1944 року)
| СРСР                                                                                         | СРСР                 | Співвідношення               | Третій Рейх та Угорщина | Третій Рейх та Угорщина                                              |
| Особовий склад                                                                               | 719 500              | 3,8 : 1 (за піхотою — 2 : 1) | 190 000                 | Особовий склад                                                       |
| 2-й Український фронт (сд — 39, пдд — 4, кд — 9, мк — 4, тк — 3, сабр — 1, отбр — 1, УР — 2) | 712 000              | 3,8 : 1 (за піхотою — 2 : 1) | 190 000                 | Група армій «Південь» (35 дивізій, в тому числі тд і мд — 9, бр — 3) |
| Дунайська військова флотилія (бригада морської піхоти — 1)                                   | 7 500                | 3,8 : 1 (за піхотою — 2 : 1) | 190 000                 | Група армій «Південь» (35 дивізій, в тому числі тд і мд — 9, бр — 3) |
| Артилерія і міномети                                                                         | Артилерія і міномети | 4-4,5 : 1                    | Артилерія і міномети    | Артилерія і міномети                                                 |
| Танки і САУ                                                                                  | Танки і САУ          | 1,9 : 1                      | Танки і САУ             | Танки і САУ                                                          |
| Літаки                                                                                       | Літаки               | 2,6 : 1                      | Літаки                  | Літаки                                                               |

сд — стрілецька дивізія, пдд — повітрянодесантна дивізія, кд — кавалерійська дивізія, тд — танкова дивізія, мд — моторизована дивізія, мк — механізований корпус, тк — танковий корпус, сабр — самохідно-артилерійська бригада, отбр — окрема танкова бригада, бр — бригада, УР — укріплений район

## Планування операції

План Будапештської операції (29 жовтня 1944 року)

28 жовтня 1944 року Ставка Верховного Головнокомандування директивою № 220251 підтвердила усний наказ Сталіна не пізніше 29 жовтня силами 46-ї армії генерал-лейтенанта І. Т. Шльоміна і 2-го гвардійського механізованого корпусу генерал-лейтенанта К. В. Свиридова перейти у наступ в межиріччі Тиси та Дунаю.
Відповідно до плану операції, 46-та армія силами двох стрілецьких і одного механізованого корпусів мала завдати удар в загальному напрямку на Кечкемет. До середини дня 29 жовтня частини Червоної Армії повинні були вийти на рубіж Надькереш — Лайошміже — Іжак. Головною метою було знищити оборону супротивника на західному березі Тиси і тим самим забезпечити переправу сюди 7-ї гвардійської армії. Після цього 46-та армія, посилена 4-м гвардійським механізованим корпусом, мала рушити на Будапешт.
7-ма гвардійська армія одержала завдання з ранку 30 жовтня перейти в наступ з району на схід від Сольнока, форсувати Тису і на кінець дня вийти на рубіж Тосег — Надькереш. 6-та гвардійська танкова армія з резерву фронту призначалася для підтримки наступальних дій на Будапешт у смузі 7-ї гвардійської армії.
Інші армії фронту (за винятком 40-ї і 4-ї румунської) повинні були форсувати Тису та захопити плацдарми на її західному березі.
4-й Український фронт наступом в глиб Чехословаччини мав скувати 1-шу німецьку танкову армію, не допустивши її просування на будапештський напрямок.
3-й Український фронт продовжував перегрупування і зосередження головних сил у югославському Банаті, одночасно передовими частинами планувалось захопити плацдарми на правобережжі Дунаю і підтримати загальний наступ на території Угорщини.
До 3 листопада планувалося завершити операцію та вийти на рубіж Ішасег — Будакесі — Ерд.
Співвідношення сил в на лівому крилі 2-го Українського фронту
(станом на 31 жовтня 1944 року)
| СРСР                                  | СРСР   | Співвідношення | Третій Рейх та Угорщина | Третій Рейх та Угорщина              |
| Особовий склад                        | 52 000 | 3 : 1          | 17 400                  | Особовий склад                       |
| 2-й гвардійський механізований корпус | 6 000  | 3 : 1          | 2 000                   | 10-та піхотна дивізія (угор.)        |
| 4-й гвардійський механізований корпус | 12 000 | 3 : 1          | 3 600                   | 23-тя резервна дивізія (угор.)       |
| 10-й гвардійський стрілецький корпус  | 8 000  | 3 : 1          | 3 700                   | 1-ша гусарська дивізія (угор.)       |
| 23-й стрілецький корпус               | 10 000 | 3 : 1          | 700                     | 1-ша танкова дивізія (угор.)         |
| 31-й гвардійський стрілецький корпус  | 8 000  | 3 : 1          | 3 300                   | 5-та і 8-ма резервні дивізії (угор.) |
| 37-й стрілецький корпус               | 8 000  | 3 : 1          | 1 500                   | 2-га піхотна дивізія                 |
|                                       |        | 3 : 1          | 1 000                   | 23-тя танкова дивізія                |
|                                       |        | 3 : 1          | 1 600                   | 24-та танкова дивізія                |
| Артилерія                             | ~ 470  | 2,5 : 1        | 188                     | Артилерія                            |
| Танки і САУ                           | 321    | 3,3 : 1        | 97                      | Танки і САУ                          |

## Початок операції
Будапештська операція розпочалася 29 жовтня 1944 року, у другій половині дня. Війська лівого крила 2-го Українського фронту перейшли в наступ та прорвали оборону 3-ї угорської армії в межиріччі Тиси і Дунаю. На кінець другого дня 46-та армія просунулася вперед на 20 — 40 км. 7-ма гвардійська армія тим часом захопила плацдарм на правобережжі Тиси. Спроби німецьких військ втримати Кечкемет силами 24-ї танкової дивізії не принесли бажаних результатів. 15-та піхотна та 8-ма резервна угорські дивізії залишили свої позиції. Ситуація була настільки критичною, що змусила німецьке командування звернутись до угорської жандармерії з вимогою перекрити усі дороги на Будапешт та затримати війська, які відступали. До ранку 1 листопада Кечкемет був повністю взятий під контроль Червоної Армії.
Зважаючи на низьку боєздатність угорських військ, зі свого оборонного рубежу на Тисі була знята 6-та німецька армія. На її основі було утворено армійську групу «Фреттер-Піко» з підпорядкуванням всіх угорських та німецьких військ, які діяли в межиріччі Тиси і Дунаю. Основною задачею новоствореної армійської групи була оборона Будапешта.
2 листопада 2-й і 4-й гвардійські механізовані корпуси Червоної армії просунулися ще на 75 км, а 3 листопада зайняли місто Альшонемеді на відстані 15 км від угорської столиці. На південь від Сольнока Тису форсувала кінно-механізована група генерал-лейтенанта І. О. Плієва.
Але до того часу Вермахту вдалося перекинути під Будапешт 4 дивізії: 13-ту танкову, 8-му кавалерійську СС «Флоріан Гайер» та 22-гу добровольчу кавалерійську СС «Марія Терезія», а також панцергренадерську (мотопіхотну) «Фельдхернхалле». Залишки розбитих під Кечкеметом угорських військ були частково відведені на острів Чепель, а частково в Будапешт, де були включені до складу німецьких частин і брали участь в обороні міста. Вже 4 листопада наступ Червоної Армії було відбито, а в районі міста Пилиш німецькі танкові частини перейшли в контратаку. Станом на 6 листопада радянські війська змушені були відійти на рубіж Такшонь — Монор.
4 листопада 1944 року з метою уникнути великих втрат Ставкою ВГК була видана директива № 220256 про припинення наступу на Будапешт та підготовку нової операції. Фронтальний удар вирішили замінити на охоплення міста з двох сторін. Командувач 2-м Українським фронтом Р. Я. Малиновський отримав наказ сконцентрувати сили правого крила і центру фронту у складі 7-ї гвардійської, 53-ї, 27-ї і 40-ї армій на західному березі Тиси та підготувати наступ на столицю Угорщини з північного та північно-східного напрямку. 46-та армія в новому наступі повинна була підтримати загальний наступ на Будапешт з півдня.

## Друга спроба радянського наступу

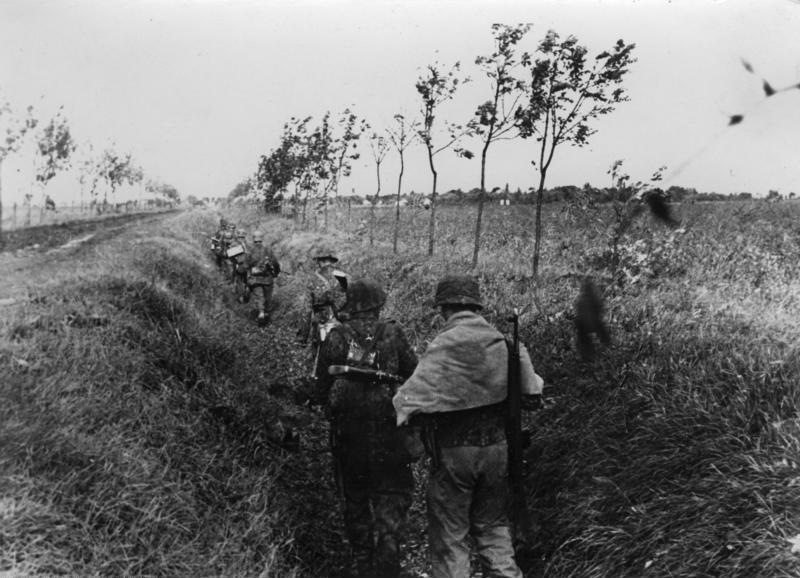
Гренадери Ваффен-СС на марші (Угорщина, 14.11.1944)

Вранці 11 листопада 1944 року після потужної артпідготовки танкові частини Червоної Армії в районі міста Цеґледа перейшли в наступ. На цій ділянці фронту їм протистояла німецька армійська група «Фреттер-Піко». Після запеклих боїв радянські війська прорвали оборону на ділянках 46-ї піхотної дивізії та 4-ї поліцейської дивізії СС і просунулися в район на південь від Тапіосент — Мартон. Червоною Армією були взяті під контроль населені пункти Тапіоселе, Тапіодьердьє і Ясладань. Війська 57-го корпусу Вермахту були змушені відійти на рубіж Ілле — Гомбо — Тапіошаг — Фармош — Яскішер — Пель.
12 листопада на ділянці між Мезокерештешом і річкою Хейе 7-й механізований корпус і 5-й гвардійський кавалерійський корпус Червоної Армії розпочали наступ у загальному напрямку на Мішкольц.
18 листопада кінно-механізована група Плієва захопила важливий транспортний вузол Дьйондьйош. Бої за утримання міста продовжувалися і 19 листопада.
20 листопада силами восьми дивізій і двох танкових бригад за підтримки артилерії і штурмової авіації радянські війська розпочали наступ з району Ужгорода.
В районі міста Мішкольц Червона Армія зустріла потужний опір німецьких військ. Проти 11 радянських стрілецьких дивізій і 1 механізованого корпуса оборону тримали 1 гірська і 2 піхотних дивізії Вермахту. Коли бойові дії перейшли в передмістя Мішкольца, розпочалося повстання понад 20-ти тисяч робітників місцевих промислових підприємств. Повсталі, переважно в нічний час, здійснювали напади на німецькі позиції в місті. Загалом бої за Мішкольц тривали 11 днів. 3 грудня 1944 року Червоній Армії вдалося повністю оволодіти містом.
Таким чином, станом на початок грудня радянські війська змогли вийти на підступи до Будапешта зі сходу, а на правому крилі фронту — в район гір Бюкк і Матра, але основна задача оволодіти угорською столицею обходом з півночі залишилася не виконаною.

## Оточення Будапешта

Мапа розвитку подій під час Будапештської операції

5 грудня радянські війська розпочали другу спробу оволодіти столицею Угорщини. План операції полягав у тому, щоб обійти Будапешт з півночі та з південного заходу. Війська, які повинні були здійснити обхідний маневр, прикривала артилерія. Її вогонь мали скеровувати з тилу ворога спеціально створені розвідгрупи. 
Хоча наступ був добре спланований та мав успіх, однак повністю Будапешт оточити не вдалося. Другий і Третій Українські фронти на півночі та південному заході прорвали оборону ворога. Німецьке командування направило на контратаку 51 німецьку та угорську дивізії, 2 бригади, 13 танкових та моторизованих дивізій.
Зав'язалися криваві танкові бої в межиріччі Іпеля та Грона. 26 грудня силами Третього Українського фронту та підрозділами 7‑ї гвардійської і 6‑ї гвардійської танкової армій, біля м. Естергом, було оточено та знищено 188-тисячне будапештське угруповання.
З 29 грудня проводилися переговори між обома ворогуючими сторонам, але компромісу сторони не знайшли і навіть більше. Було вбито парламентера від Будапешта, а пізніше і від радянської сторони, капітана І. А. Остапенко.

## Штурм Будапешта
1 січня було розпочато генеральний штурм міста. Бої велися за кожний будинок, за кожну вулицю, за кожний крок.
13 січня — місто Будапешт було здобуте. На честь цієї перемоги у Москві був даний салют з трьохсот двадцяти чотирьох артилерійських гармат.

## Результат
Будапештом та центральними районами Угорщини оволоділи війська РСЧА. Знищена 188-тисячна армія Вермахту.
В цій операції Червона Армія втратила 80026 солдат убитими та 240056 пораненими. Було знищено 1766 танків.
Німеччина та Угорщина втратила близько 125000 чоловік, із них 26000 пораненими. 
Війська 2-го і 3-го фронтів змогли успішно розвивати наступ на Відень та Чехословаччину.

## Нагороди

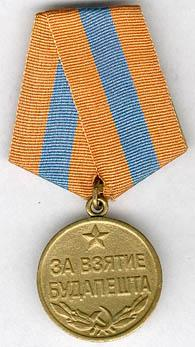
Медаль «За взяття Будапешта»

- Учасників битви за Будапешт було нагороджено медалями «За взяття Будапешта» (рос. «За взятие Будапешта»), яку було затверджено 9 червня 1945 року.
- Було присвоєно звання Героїв Радянського Союзу Аяняну Едуарду Меликовичу, Корягіну Петру Корниловичу, В. П. Андрієнку, С. Н. Сиротюку та ін.
- Посмертного звання Героя Радянського Союзу були удостоєні П. С. Гришко, який загинув підірвавши танк, С. Т. Голубу, що знищив два танки та близько 80 солдатів Вермахту, та ін.

### Мемуари
- Плиев И. А. Дорогами войны. — М. : Книга, 1985. — 368 с. — (Военные мемуары) (рос.)
- Фриснер Г. Проигранные сражения. — М. : Воениздат, 1966. (рос.)
- Штеменко С. М. Генеральный штаб в годы войны. — М. : Воениздат, 1989. (рос.)

### Документи
- Русский архив: Великая Отечественная. Ставка ВГК: Документы и материалы. 1944–1945. — М. : ТЕРРА, 1999. — Т. 16 (5–4). — 368 с. — 3000 прим. — ISBN 5-300-01162-2. (рос.)
- Директива командующего 17-й воздушной армией об итогах боевых действий авиации армии в Будапештской операции и указания по устранению недочётов [Архівовано 11 червня 2009 у Wayback Machine.] (рос.)

## Кінохроніка
- WW2 — Operation Konrad (Jan 1945) [Архівовано 8 жовтня 2016 у Wayback Machine.]
- Budapest Ostroma 1944—1945 [Архівовано 24 жовтня 2010 у Wayback Machine.]